# ゲルマニウム温浴
ゲルマニウム温浴（ゲルマニウムおんよく）は、ゲルマニウムを含んだ流動する湯に、手首と足首をつけ発汗させる入浴方法。40-43度の湯に、20分程度手足をつけて温浴を行うと多量に汗をかく。主にヘルスケア産業で提供されている。1980年代なかば・2000年代なかばに流行があった。2020年時点まででもゲルマニウム温浴の効果の科学的研究は進んでいない（肌へのレパゲルマニウムの効果や足湯などの研究はある）。
1980年代には西武の監督だった広岡達朗がゲルマニウムに凝っていると報道され、風呂に取り入れたり野球選手に使ったりし、温浴器の広告を大衆紙に掲載したこともあった。1986年の文献では「流行しているゲルマニウム温浴」と記されている。1980年代には、芸能人がゲルマニウム温浴を行っていることが報道された。
2002年に『週刊朝日』は「ゲルマニウム温浴って何？女優らが熱中する新エステ」と題した記事を掲載し、芸能人も通っていると取り上げ、この記事では浅井一彦がゲルマニウムを水溶化させた有機ゲルマニウム（レパゲルマニウム）が温浴に使われているとしている。マーケティングを学ぶ女子大生が毎年の課題でヒット商品をとりあげており、2006年度でのみ岩盤浴やゲルマニウム温浴を題材にしている（浴場サービス全般の流行）。2009年の経済産業省の調査では、温泉施設へのアンケートで今後取り上げたいサービスのひとつとして名が挙がっている。同調査での大型商業施設の63事業者からの回答では、リフレクソロジー1位96.8%と提供している事業者は多く、5位12.7%がゲルマニウム温浴を提供しており、割合は少ないがトップ5に入っている。

## ゲルマニウムを含む温泉療法
ゲルマニウムは土壌や天然の水、植物などにも含まれているがその役割はよく知られておらず、規制や飲料水中の基準はない。日本、韓国、台湾、中国などの一部の東アジア諸国では、ゲルマニウムが健康との関連で注目されており、欧州ではそのような関心はアジアより薄いが、ないわけでもなく、ポーランドのズデーテン山地のリゾート地ではゲルマニウムが豊富と言われている。飲用や温泉療法を行う療養施設の認識の増加は、欧州でそうした研究を進める契機となりうる。
水には主にゲルマニウム酸などの無機ゲルマニウムの形態で含まれ、植物や動物の食品には、三二酸化物ゲルマニウムカルボキシエチルやゲルマニウム132 (Ge-132) といった有機ゲルマニウムの形態で含まれる。熱水では、ゲルマニウムの濃度は検出不能から300µg/リットルの範囲で、50µgを超えることは少ない。ゲルマニウム含有量は、アルカリ性、または特に活火山地帯のような反応性ケイ酸塩鉱物で作られた岩盤に豊富である。日本での温泉の分析によれば、温泉中に鉄が多いほどゲルマニウムが多く、各温泉での変動は激しいがアルカリ性の温泉にゲルマニウムが豊富で、130温泉中9か所でのみゲルマニウムが検出されず、0.4-43µg/リットルの範囲でほぼすべての温泉に広く分布しているとされる。
病院で泥湯にゲルマニウムを混ぜ温浴させ検査を行ったところ、混入直後に1148ppmの濃度となっていたグループの方が、4か月後に4.5ppmとなっていたグループより総合的に有効例が多い（有効例90%・比較群記載なし）とされ、総合的に疼痛などの諸症状に有効、温浴で上昇しやすいGPTの値は抑制される傾向を得た。